# José Ortiz Bernal
Pour les articles homonymes, voir José Ortiz.
José Ortiz Bernal est un footballeur espagnol né le 4 août 1977 à Almería.
Il qui évolue au poste d'attaquant, et a effectué la plus grande partie de sa carrière à l'UD Almería, dont il a été aussi l'emblématique capitaine.